# 3551 Веренія
3551 Веренія (3551 Verenia) — астероїд головного поясу, відкритий 12 вересня 1983 року.
Тіссеранів параметр щодо Юпітера — 3,579.